# Wilfried Soltau
Wilfried Soltau (n. 17 iunie 1912, Hamburg, Imperiul German – d. 27 septembrie 1995, Süsel, Schleswig-Holstein, Germania) a fost un canoist ce a reprezentat Germania, medaliat olimpic. A participat la 2 ediții ale Jocurilor Olimpice (1952, 1956) în care a câștigat două medalii de bronz.